# FA Mika Jerevan
A Mika Jerevan (örmény nyelven: Ֆուտբոլային Ակումբ Միկա Երեւան, magyar átírásban: Futbolajin Akumb Mika Jerevan, nyugati sajtóban: FC MIKA) egy örmény labdarúgócsapat Jerevánban, jelenleg az örmény labdarúgó-bajnokság élvonalában szerepel.
Eddig 6 alkalommal hódította el az örmény labdarúgókupát és 1 alkalommal diadalmaskodott az örmény szuperkupa fináléjában.
Bár a klubot Astarakban alapították, és a csapat 8 évig ott is játszott, saját stadionja Jerevánban épült fel. Az Örmény labdarúgó-szövetség ugyan a mai napig astaraki klubként tartja számon, a Mikának mára semmilyen kapcsolata nem maradt a várossal, teljes nevében is Jerevánt jelzi.

## Sikerei
- Örmény bajnokság (Bardzragujn Humb)
  - Ezüstérmes (3 alkalommal): 2004, 2005, 2009
  - Bronzérmes (2 alkalommal): 2006, 2007
- Örmény kupa
  - Győztes (6 alkalommal): 2000, 2001, 2003, 2005, 2006, 2011
- Örmény szuperkupa
  - Győztes (1 alkalommal): 2005
  - Ezüstérmes (3 alkalommal): 2001, 2003, 2006